# 朱亚文
朱亚文（1984年4月21日—），江苏盐城人，中國大陸男演员。

## 生平
毕业于北京电影学院表演系2002级，以《闯关东》中的朱传武一角色，被广大观众所熟知。

## 影视作品

### 电视剧
| 年份   | 戲劇名稱                       | 角色           | 备注              |
| 2003年 | 《阳光雨季》                   | 岳超飞         |                   |
| 2004年 | 《走过冬季》                   | 冷泠泠         |                   |
| 2005年 | 《非亲兄弟》                   | 陈天雨         |                   |
| 2005年 | 《盐亨》(又名《豪门金枝》)     | 重林           |                   |
| 2006年 | 《光辉年代》(又名《乡里乡亲》) | 韩金龙         |                   |
| 2006年 | 《闯关东》                     | 朱传武         |                   |
| 2007年 | 《雪琉璃》                     | 李柯           |                   |
| 2007年 | 《市委书记的日记》             | 韩夏           |                   |
| 2007年 | 《高地》                       | 王奇           |                   |
| 2008年 | 《情系北大荒》                 | 郝豹           |                   |
| 2008年 | 《烽火影人》                   | 欧阳浦生       |                   |
| 2009年 | 《高粱红了》                   | 林玉生         |                   |
| 2009年 | 《爱在苍茫大地》               | 闻明远         |                   |
| 2009年 | 《兵圣》                       | 孙武           |                   |
| 2011年 | 《远去的飞鹰》                 | 高志航         |                   |
| 2012年 | 《我的娜塔莎》                 | 庞天德         |                   |
| 2012年 | 《铁血兄弟》（又名《新青年》） | 江流           |                   |
| 2012年 | 《我們的法蘭西歲月》           | 周恩来         |                   |
| 2012年 | 《地火》                       | 黎仲明         |                   |
| 2013年 | 《正陽門下》                   | 韓春明         |                   |
| 2014年 | 《紅高粱》                     | 占鰲           |                   |
| 2015年 | 《天生要完美》                 | 云天耀         |                   |
| 2015年 | 《“北上广”不相信眼泪》         | 趙小亮         |                   |
| 2016年 | 《姐妹兄弟》                   | 宋建国         |                   |
| 2016年 | 《欢喜密探》                   | 便衣密探(客串) |                   |
| 2016年 | 《北上广依然相信爱情》         | 王茂           |                   |
| 2017年 | 《漂洋过海来看你》             | 郑楚           |                   |
| 2018年 | 《合伙人》                     | 古冬青         | 监制 参与剧本改编 |
| 2019年 | 《大明風華》                   | 朱瞻基         |                   |
| 2020年 | 《十日游戏》                   | 海             | 网络剧            |
| 2020年 | 《在一起》                     | 黎建辉         | 單元《救护者》    |
| 2021年 | 《赖猫的狮子倒影》             | 刘青           |                   |
| 2022年 | 《简言的夏冬》                 | 夏冬           |                   |
| 2024年 | 《海天雄鹰》                   | 谢振宇         |                   |
| 2024年 | 《上甘岭》                     | 贺光华         |                   |
| 2025年 | 《人生若如初见》*              | 吳天白         |                   |
| 2025年 | 《长安的荔枝》                 | 子美           |                   |
| 待播中 | 《广州十三行》                 | 林炳元         |                   |
| 待播中 | 《大生意人》                   |                |                   |
| 待播中 | 《太平年》                     | 赵匡胤         |                   |

### 电影
| 年份   | 電影名稱                     | 角色                             |
| 2007年 | 《星星之火》                 | 王尽美                           |
| 2010年 | 《你是我的兄弟》             | 郑十一                           |
| 2012年 | 《浮城謎事》                 | 秦楓                             |
| 2014年 | 《黃金時代》                 | 端木蕻良                         |
| 2015年 | 《新娘大作戰》               | 羅丹                             |
| 2015年 | 《我是證人》                 | 唐峥                             |
| 2016年 | 《陆垚知马俐》               | 赵奔                             |
| 2017年 | 《建军大业》                 | 周恩来                           |
| 2018年 | 《诗人》                     | 李五                             |
| 2019年 | 《小猪佩奇过大年》           | 爸爸                             |
| 2019年 | 《中国机长》                 | 民航西南地区管理局四川监管局官员 |
| 2019年 | 《追钱逗爱熊仁镇》           | 何必                             |
| 2021年 | 《悬崖之上》                 | 楚良                             |
| 2021年 | 《中国医生》                 | 陶峻                             |
| 2021年 | 《长津湖》                   | 梅生                             |
| 2022年 | 《长津湖之水门桥》           | 梅生                             |
| 2023年 | 《雪豹和她的朋友们》(纪录片) | 旁白                             |
| 2023年 | 《志愿军：雄兵出击》         | 吴本正                           |
| 2024年 | 《維和防暴隊》               | 杨琛                             |
| 2024年 | 《志愿军：存亡之战》         | 吴本正                           |
| 2025年 | 《水饺皇后》                 | 华哥                             |
| 待上映 | 《敦煌英雄》                 | 高进达                           |

### 综艺节目
| 年份   | 频道     | 节目               | 備注         |
| 2018年 | 腾讯视频 | 《心动的信号》     | 固定心动侦探 |
| 2018年 | 湖南卫视 | 《声临其境第一季》 | 第3期嘉宾    |
| 2019年 | 浙江卫视 | 《奔跑吧2019》     | 固定嘉宾     |

## 獎項
| 年份   | 頒獎典禮                                     | 獎項                         | 作品                   |
|        | 第14屆上海電影節                             | 亞洲新星                     |                        |
| 2016年 | 第19屆華鼎獎中國百強電視劇滿意度調查發佈盛典 | 中國當代題材電視劇最佳男演員 | 《“北上廣”不相信眼淚》 |

## 個人生活
- 2013年6月，朱亞文與演員沈佳妮結婚。[1]

## 備註
1. ↑  《人生若如初见》曾於2022年7月18日在爱奇艺平台上线6集剧集，但1小时后撤下